# Peperomia cordulata
Peperomia cordulata är en pepparväxtart som beskrevs av C. Dc.. Peperomia cordulata ingår i släktet peperomior, och familjen pepparväxter. Inga underarter finns listade i Catalogue of Life.